# Living For The Weekend
„Living For The Weekend“ е четвъртият и последен студиен албум на британската поп-група Сатърдейс издаден през октомври 2013. Албумът достига номер десет във Великобритания.

## Списък с песните

### Оригинален траклист
1. „What About Us“ (със Шон Пол)	– 3:40
2. „Disco Love“ – 3:13
3. „Gentleman“ – 3:40
4. „Leave a Light On“ – 3:36
5. „Not Giving Up“ – 3:03
6. „Lease My Love“ – 3:40
7. „Anywhere with You“ – 3:16
8. „Problem with Love“ – 3:38
9. „You Don't Have the Right“ – 3:43
10. „Don't Let Me Dance Alone“ – 3:26
11. „Somebody Else's Life“ – 2:52

### Делукс издание
1. „Wildfire“ – 3:37
2. „What About Us“ (албумна версия) – 3:51
3. „What About Us“ (със Шон Пол) (The Buzz Junkies радио редактиран)	– 3:23
4. „Gentleman“ (The Alias радио редактиран) – 3:26
5. „Disco Love“ (Wideboys радио редактиран) – 3:21
6. „Not Giving Up“ (JRMX WeLovePop радио редактиран)	– 3:52